# 圣纳泽尔区
圣纳泽尔区是法国大西洋卢瓦尔省所辖的一个区。总面积1758平方公里，总人口267796，人口密度152人/平方公里（1999年）。主要城镇为圣纳泽尔。

## 辖区
圣纳泽尔区辖有15个县,共有57个市镇。